# Siah Gerd
Sīāhgerd é uma cidade do Afeganistão, localizada na província de Balkh.